# Lutzelbourg
Lutzelbourg [lytsəlbuʁ] est une commune française située dans le département de la Moselle, en région Grand Est.
Cette commune se trouve dans la région historique de Lorraine et fait partie du pays de Sarrebourg.
Ses habitants sont appelés les Lutzelbourgeois.

## Géographie

### Localisation
La commune de Lutzelbourg est située à 3,5 km de Phalsbourg, 10 km de Saverne et à 4 km du plan incliné de Saint-Louis-Arzviller.

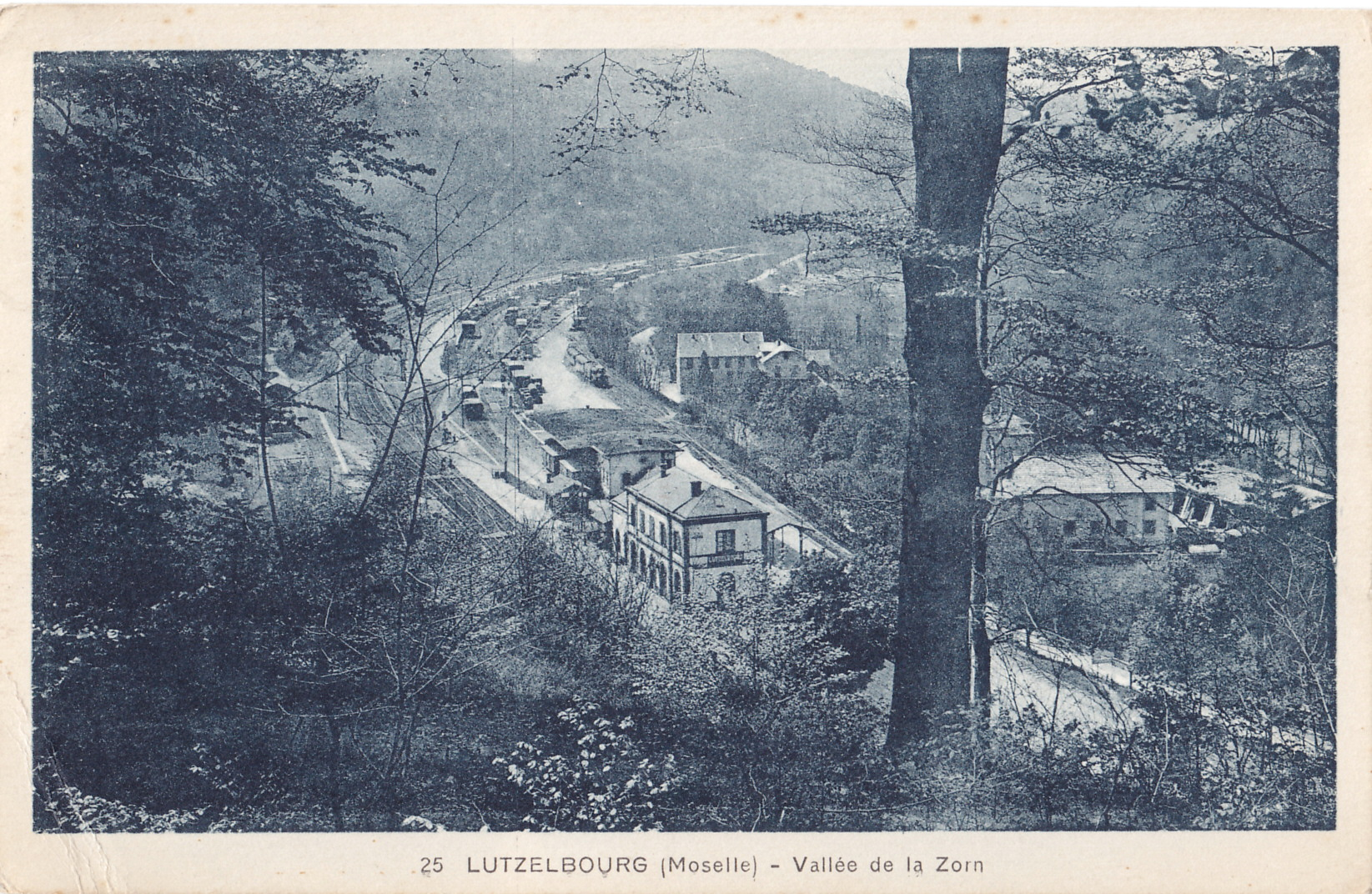
Vue générale de la gare de Lutzelbourg et de la vallée de la Zorn dans les années 1930.

### Géologie et relief
La commune se compose de 55,72 hectares de territoires artificialisés (9,56 %) et 527,75 hectares de forêts et milieux semi-naturels (90,52  %).
Espaces naturels :
- Deux espaces protégés hors Natura 2000 Moselle sud :

Réserve de Biosphère, zone tampon,
Réserve de Biosphère, zone de transition.
- Une zone naturelle d'intérêt écologique, faunistique et floristique (Znieff) :

Vosges moyennes.
- Inventaire national du patrimoine géologique :

Escarpements de Poudingue de Sainte Odile du Buntsandstein moyen (Trias) à Lutzelbourg.
Le village est entouré par quatre collines.
Hydrogéologie et climatologie :
Territoire communal : Occupation du sol (Corinne Land Cover); Cours d'eau (BD Carthage),
Géologie : Carte géologique; Coupes géologiques et techniques,
Hydrogéologie : Masses d'eau souterraine; BD Lisa; Cartes piézométriques

### Sismicité
Commune située dans une zone de sismicité 3 modérée.
| Dannelbourg | Phalsbourg  | Danne-et-Quatre-Vents |
| Henridorff  | Lutzelbourg |                       |
| Garrebourg  |             | Hultehouse            |

### Hydrographie et les eaux souterraines
Hydrogéologie et climatologie : Système d’information pour la gestion des eaux souterraines du bassin Rhin-Meuse :
Territoire communal : Occupation du sol (Corinne Land Cover); Cours d'eau (BD Carthage),
Géologie : Carte géologique; Coupes géologiques et techniques,
 Hydrogéologie : Masses d'eau souterraine; BD Lisa; Cartes piézométriques.
La commune est située dans le bassin versant du Rhin au sein du bassin Rhin-Meuse. Elle est drainée par le canal de la Marne au Rhin, la Zorn, le ruisseau de Brunnenthal, le ruisseau Fischbach, le ruisseau Hesselgraben, le ruisseau la Langmattbach et le ruisseau le Waldbach.
Lutzelbourg est traversée par le canal de la Marne au Rhin.
Le canal de la Marne au Rhin, d'une longueur totale de 314 km, et 178 écluses à l'origine, relie la Marne (à Vitry-le-François) au Rhin (à Strasbourg). Par le canal latéral de la Marne, il est connecté au réseau navigable de la Seine vers l'Île-de-France et la Normandie.
La Zorn, d'une longueur totale de 96,7 km, prend sa source dans la commune de Walscheid et se jette  dans le canal de la Marne au Rhin à Rohrwiller, après avoir traversé 34 communes.

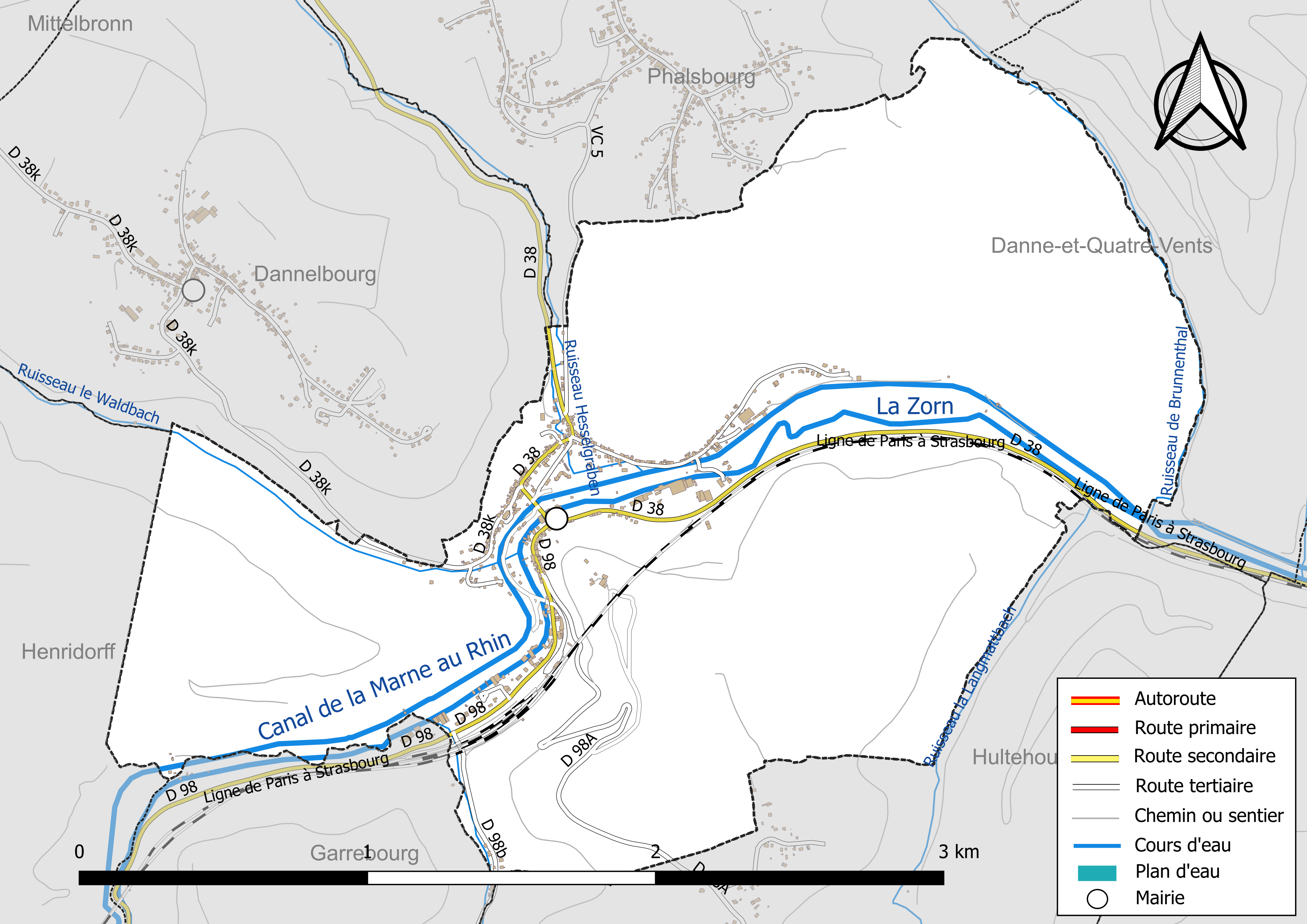
Réseaux hydrographique et routier de Lutzelbourg.

La qualité des eaux des principaux cours d’eau de la commune, notamment du canal de la Marne au Rhin et de la Zorn, peut être consultée sur un site dédié géré par les agences de l’eau et l’Agence française pour la biodiversité.

### Climat
Pour des articles plus généraux, voir Climat du Grand Est et Climat de la Moselle.
En 2010, le climat de la commune est de type climat des marges montargnardes, selon une étude du Centre national de la recherche scientifique s'appuyant sur une série de données couvrant la période 1971-2000. En 2020, Météo-France publie une typologie des climats de la France métropolitaine dans laquelle la commune est exposée à un climat semi-continental et est dans la région climatique  Vosges, caractérisée par une pluviométrie très élevée (1 500 à 2 000 mm/an) en toutes saisons et un hiver rude (moins de 1 °C). 
Pour la période 1971-2000, la température annuelle moyenne est de 10,2 °C, avec une amplitude thermique annuelle de 17 °C. Le cumul annuel moyen de précipitations est de 947 mm, avec 11 jours de précipitations en janvier et 10,5 jours en juillet. Pour la période 1991-2020, la température moyenne annuelle observée sur la station météorologique de Météo-France la plus proche, « Phalsbourg_sapc », sur la commune de Danne-et-Quatre-Vents à 5 km à vol d'oiseau, est de 10,4 °C et le cumul annuel moyen de précipitations est de 864,9 mm. 
La température maximale relevée sur cette station est de 38,1 °C, atteinte le 12 août 2003 ; la température minimale est de −22 °C, atteinte le 10 février 1956,,. 
Les paramètres climatiques de la commune ont été estimés pour le milieu du siècle (2041-2070) selon différents scénarios d'émission de gaz à effet de serre à partir des nouvelles projections climatiques de référence DRIAS-2020. Ils sont consultables sur un site dédié publié par Météo-France en novembre 2022.

### Voies de communications et transports

#### Voies routières
- D38 vers Phalsbourg[18].
- D 38k vers Dannelbourg.
- D98c vers Haselbourg.
- La piste cyclable longeant le canal de la Marne au Rhin permet de rejoindre Saverne, Strasbourg ou Sarrebourg.

#### Transports en commun
- Fluo Grand Est.

#### Lignes SNCF
- La gare de Lutzelbourg se trouve sur la ligne Paris - Strasbourg et constituait l'origine de l'ancienne ligne à voie métrique de Lutzelbourg à Drulingen aujourd'hui déclassée et déposée.
- Gare de Saverne.
- Gare de Zornhoff-Monswiller.
- Gare de Réding.
- Gare de Steinbourg.

### Intercommunalité
Commune membre de la Communauté de communes du Pays de Phalsbourg.

## Urbanisme

### Typologie
Au 1er janvier 2024, Lutzelbourg est catégorisée bourg rural, selon la nouvelle grille communale de densité à sept niveaux définie par l'Insee en 2022.
Elle est située hors unité urbaine. Par ailleurs la commune fait partie de l'aire d'attraction de Phalsbourg, dont elle est une commune du pôle principal,. Cette aire, qui regroupe 3 communes, est catégorisée dans les aires de moins de 50 000 habitants,.

### Occupation des sols
L'occupation des sols de la commune, telle qu'elle ressort de la base de données européenne d’occupation biophysique des sols Corine Land Cover (CLC), est marquée par l'importance des forêts et milieux semi-naturels (90,2 % en 2018), une proportion identique à celle de 1990 (90,2 %). La répartition détaillée en 2018 est la suivante : 
forêts (90,2 %), zones urbanisées (9,8 %). L'évolution de l’occupation des sols de la commune et de ses infrastructures peut être observée sur les différentes représentations cartographiques du territoire : la carte de Cassini (XVIIIe siècle), la carte d'état-major (1820-1866) et les cartes ou photos aériennes de l'IGN pour la période actuelle (1950 à aujourd'hui).

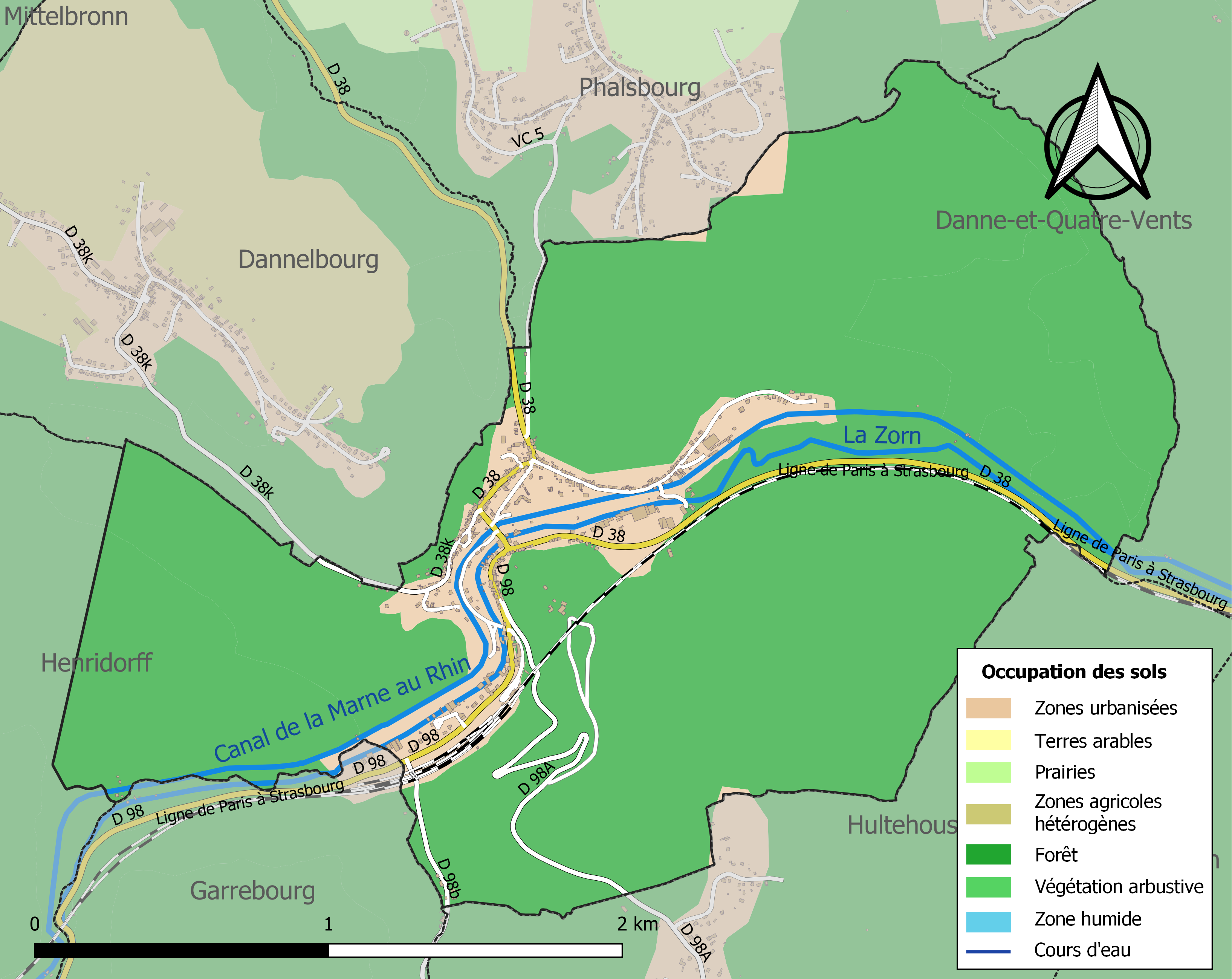
Carte des infrastructures et de l'occupation des sols de la commune en 2018 (CLC).

## Toponymie
Le nom peut être décomposé en deux termes en moyen haut-allemand : « lützel », à savoir « petit », et « Burg », à savoir « lieu fortifié, château-fort » (bien que cela ait donné le terme « bourg » en français avec un sens tout autre).
Finalement, le nom se traduit par « petite fortification ». Il s'agit de la même étymologie que celle de la ville de Luxembourg (Grand-Duché de Luxembourg) qui se dit toujours Lëtzebuerg en luxembourgeois.
- Anciens noms[24]: Luzemburg (1120-1200), Luzelburg (1126), Lucelenburch (1201), Luczeluburgum (1318), Lutzeluburg (1456), Lutzeluburch/Lutzenlburg (XVe siècle), Lutzelburg (1576), Luzelburg/Lucelburg (1751), Lutzbourg/Lucelbourg et Lucenbourg (1779), Lutzelbourg (1793), Lützelburg am Kanal (1871-1918).
- Lützburg en allemand[24]. Litzelbuerch en francique lorrain.

## Histoire
Au XIIe siècle, la seigneurie relevait de l'évêque de Metz.
La maison forte fut assiégée et détruite par le duc de Lorraine en 1151.
Au XVIe siècle, le château était devenu un repaire de brigands ; il fut définitivement détruit au cours des combats entre le comte de Hanau et Franz von Sickingen, en 1523.

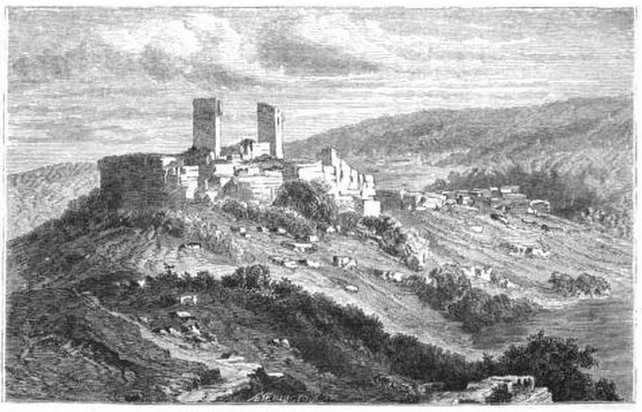
Ruines de Lutzelbourg en 1861.
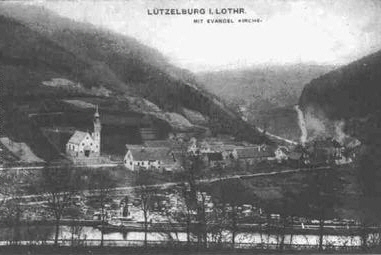
Vue du village avec l'église luthérienne, début XXe siècle.
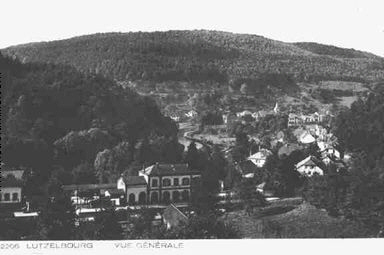
Vue du village avec la gare, début XXe siècle.
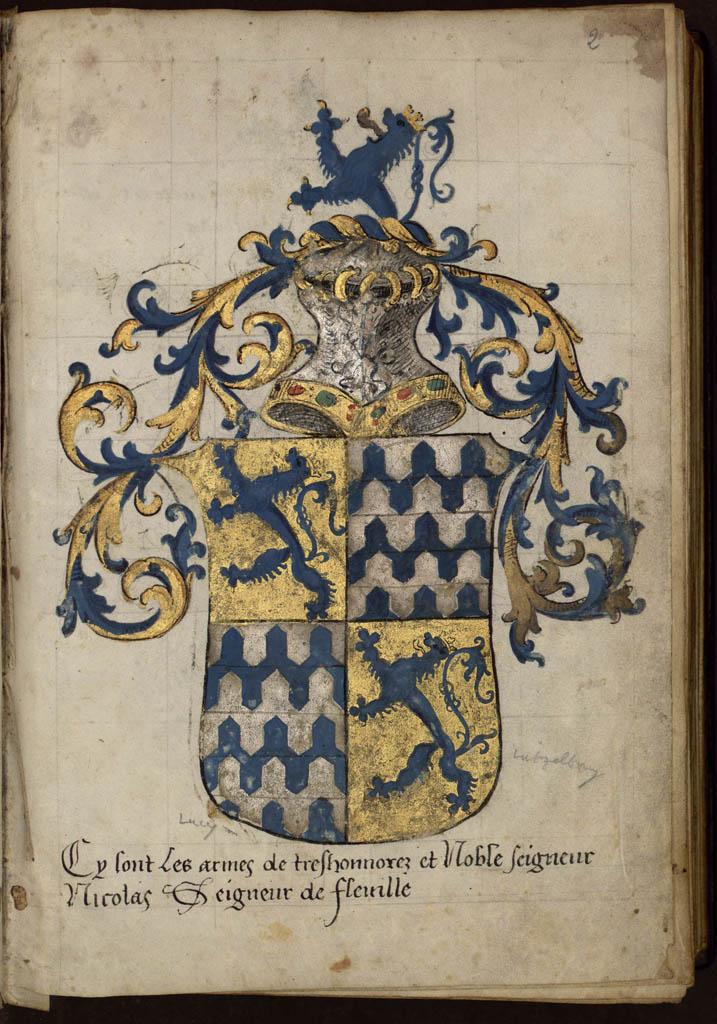
Armoiries de Nicolas de Lutzelbourg (v.1485-1547), seigneur de Fléville, capitaine de Nancy, dans l'Armorial composé pour lui.

### Seconde Guerre mondiale
Venant de Metz, Adolf Hitler, chancelier du Reich, vint à Lutzelbourg le 26 décembre 1940, où il fut reçu à l’hôtel des Vosges, pour une veillée de Noël, en présence des troupes du secteur. Le train blindé, stationné dans le tunnel d’Arzviller, attendait le "Führer" à 18 h 40 pour le retour à Berlin, où il arriva le lendemain matin.

## Politique et administration

### Budget et fiscalité 2023

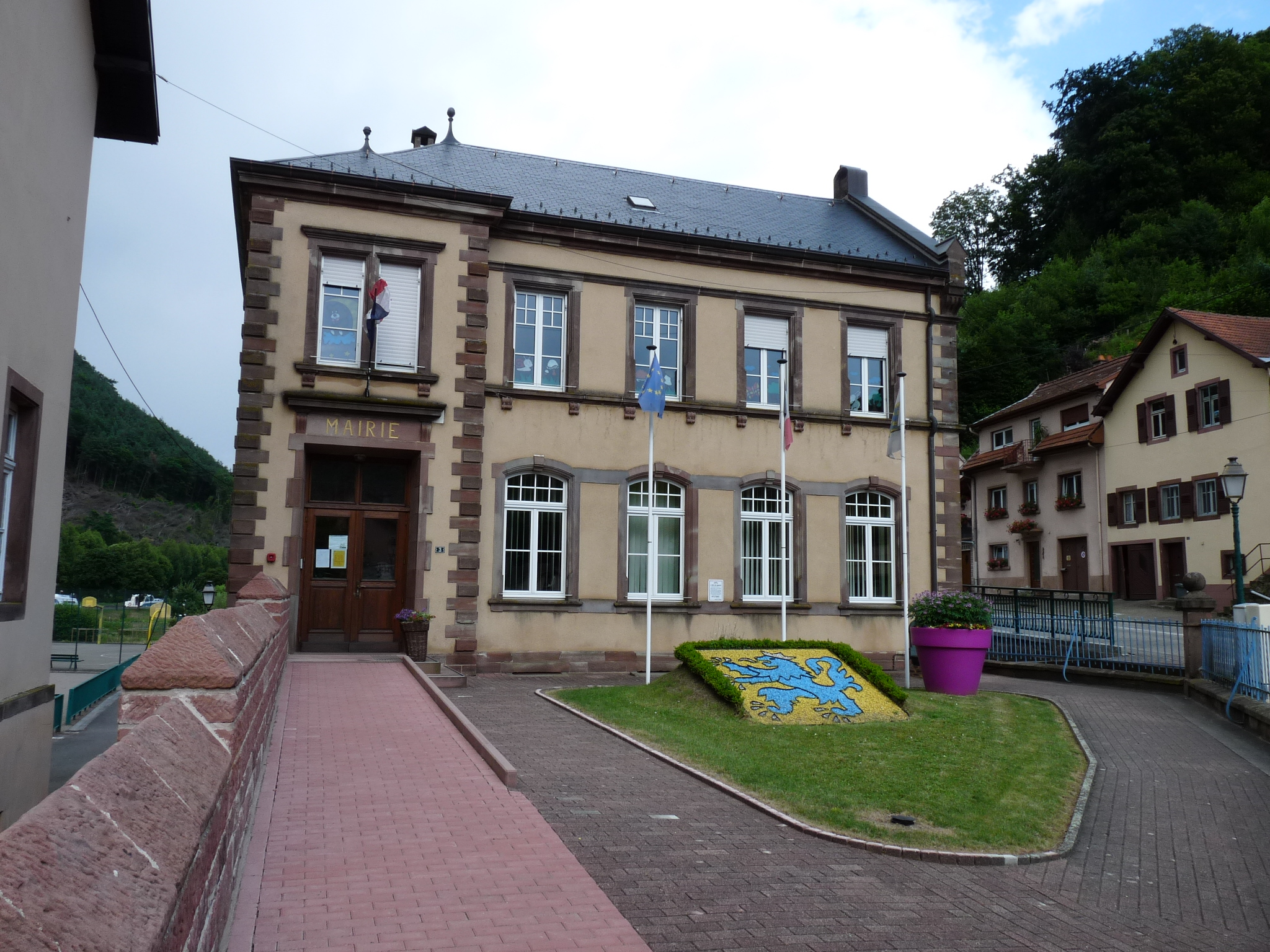
La mairie.

En 2023, le budget de la commune était constitué ainsi :
- total des produits de fonctionnement : 697 000 €, soit 1 212 € par habitant ;
- total des charges de fonctionnement : 621 000 €, soit 1 080 € par habitant ;
- total des ressources d'investissement : 469 000 €, soit 815 € par habitant ;
- total des emplois d'investissement : 496 000 €, soit 863 € par habitant ;
- endettement : 603 000 €, soit 1 048 € par habitant.

Avec les taux de fiscalité suivants :
- taxe d'habitation : 18,57 % ;
- taxe foncière sur les propriétés bâties : 27,81 % ;
- taxe foncière sur les propriétés non bâties : 94,93 % ;
- taxe additionnelle à la taxe foncière sur les propriétés non bâties : 0,00 % ;
- cotisation foncière des entreprises : 0,00 %.

Chiffres clés Revenus et pauvreté des ménages en 2021 : médiane en 2021 du revenu disponible, par unité de consommation : 22 910 €.

## Population et société

### Démographie

#### Évolution démographique
L'évolution du nombre d'habitants est connue à travers les recensements de la population effectués dans la commune depuis 1793. Pour les communes de moins de 10 000 habitants, une enquête de recensement portant sur toute la population est réalisée tous les cinq ans, les populations de référence des années intermédiaires étant quant à elles estimées par interpolation ou extrapolation. Pour la commune, le premier recensement exhaustif entrant dans le cadre du nouveau dispositif a été réalisé en 2008.

En 2022, la commune comptait 558 habitants, en évolution de −6,53 % par rapport à 2016 (Moselle : +0,52 %, France hors Mayotte : +2,11 %).
| 1793 | 1800 | 1806 | 1821 | 1831 | 1836 | 1841 | 1846 | 1851 |
| ---- | ---- | ---- | ---- | ---- | ---- | ---- | ---- | ---- |
| 349  | 362  | 463  | 517  | 581  | 540  | 611  | 665  | 625  |

| 1856 | 1861 | 1871 | 1875 | 1880 | 1885 | 1890 | 1895 | 1900 |
| ---- | ---- | ---- | ---- | ---- | ---- | ---- | ---- | ---- |
| 429  | 652  | 572  | 606  | 574  | 626  | 647  | 738  | 672  |

| 1905 | 1910 | 1921 | 1926 | 1931 | 1936 | 1946 | 1954 | 1962 |
| ---- | ---- | ---- | ---- | ---- | ---- | ---- | ---- | ---- |
| 762  | 692  | 612  | 620  | 705  | 703  | 714  | 828  | 811  |

| 1968 | 1975 | 1982 | 1990 | 1999 | 2006 | 2008 | 2013 | 2018 |
| ---- | ---- | ---- | ---- | ---- | ---- | ---- | ---- | ---- |
| 807  | 798  | 768  | 705  | 695  | 650  | 636  | 618  | 572  |

| 2022 | - | - | - | - | - | - | - | - |
| ---- | - | - | - | - | - | - | - | - |
| 558  | - | - | - | - | - | - | - | - |

### Enseignement
Établissements d'enseignements :
- Écoles maternelle et primaire.
- Collèges à Phalsbourg, Saverne.
- Lycées à Phalsbourg, Saverne.

### Santé
Professionnels et établissements de santé :
- Médecins à Dannelbourg, Phalsbourg, Arzviller, Saverne,
- Pharmacies à Lutzelbourg, Garrebourg, Phalsbourg, Saverne,
- Hôpitaux à Phalsbourg, Saverne, Sarrebourg.

### Cultes
- Culte catholique, Communauté de Paroisses "les Prairies de la Zorn", Saint-Fridolin de la Vallée de la Zorn, Lutzelbourg, Dannelbourg, Garrebourg, Hultehouse[35], Diocèse de Metz.
- Culte protestant, Paroisse de Phalsbourg-Lutzelbourg[36].

## Économie

### Entreprises et commerces

#### Agriculture
- Élevage de bovins.
- Élevage de chevaux et d'autres équidés.
- Élevage d'autres animaux.
- Exploitation forestière.

#### Tourisme
- Hôtel.
- Restaurant.
- Gîte de France.
- Hébergement touristique et autre hébergement de courte durée.

#### Commerces
- Commerces de proximité.
- Scierie[37].

## Culture locale et patrimoine

### Lieux et monuments

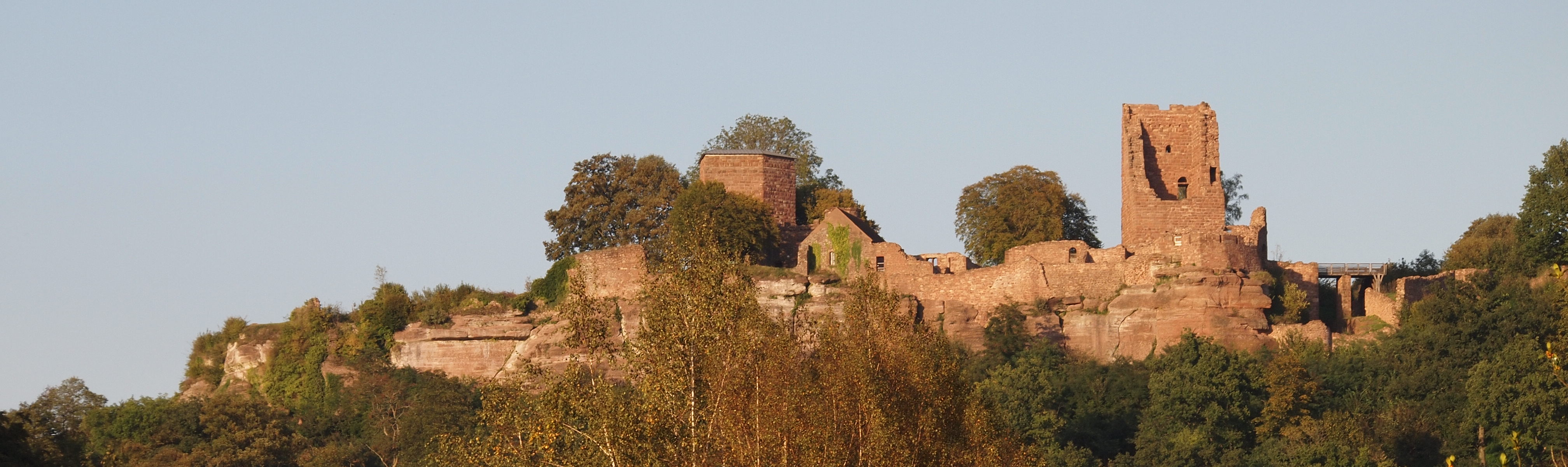
Ruines du Château de Lutzelbourg.
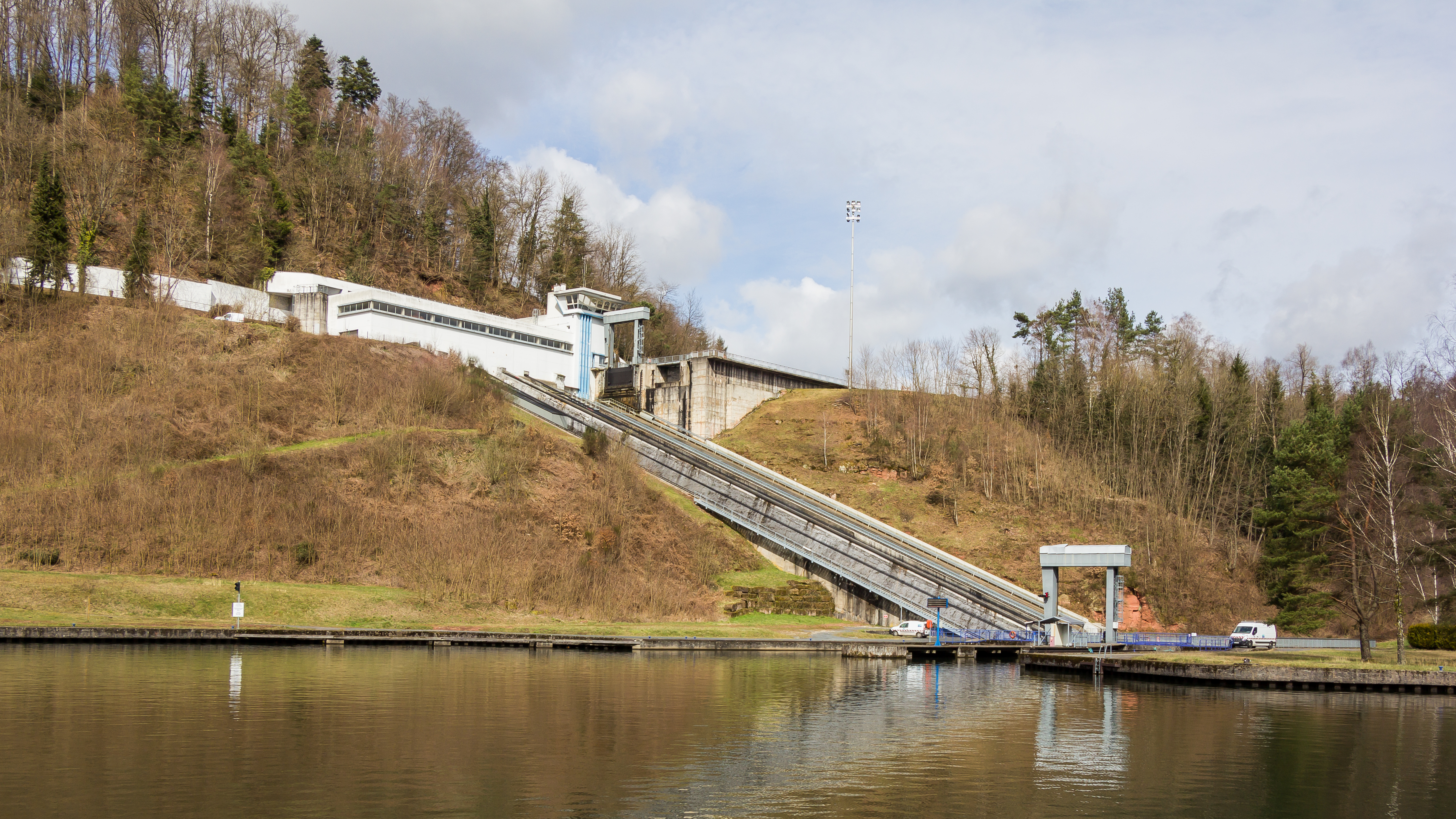
Plan incliné de Saint-Louis-Arzviller.
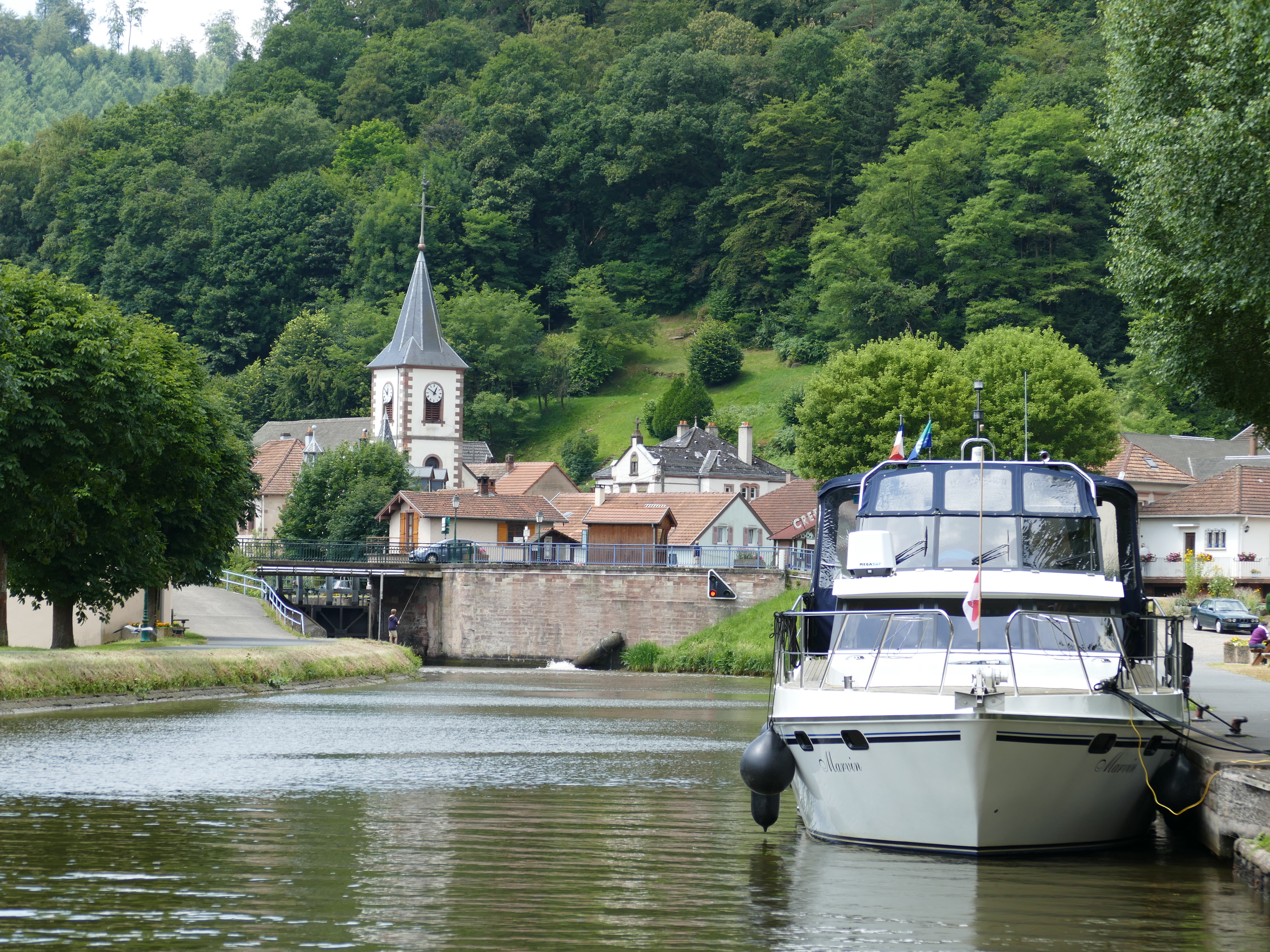
Canal de la Marne au Rhin.
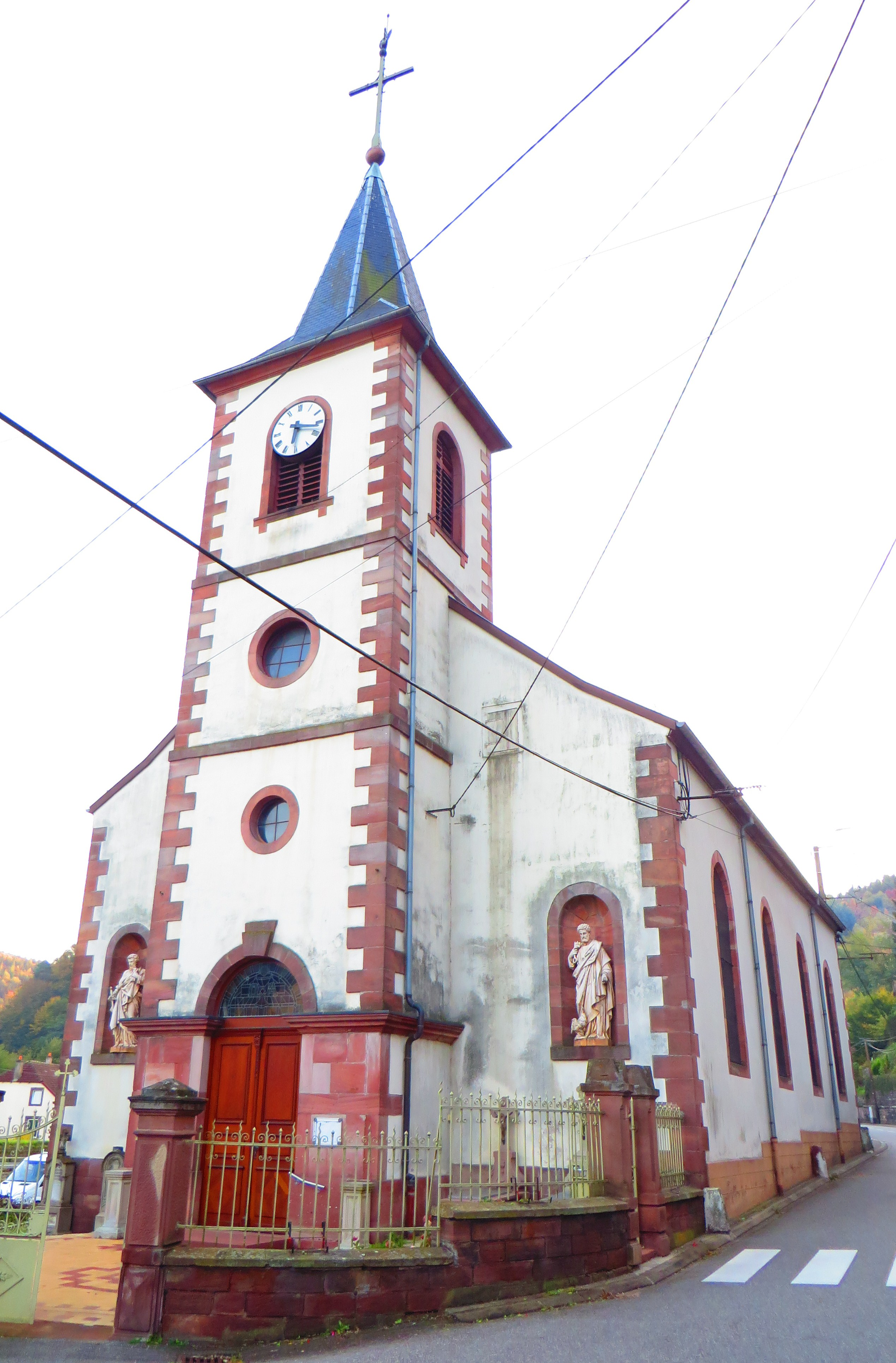
Église Saint-Michel.
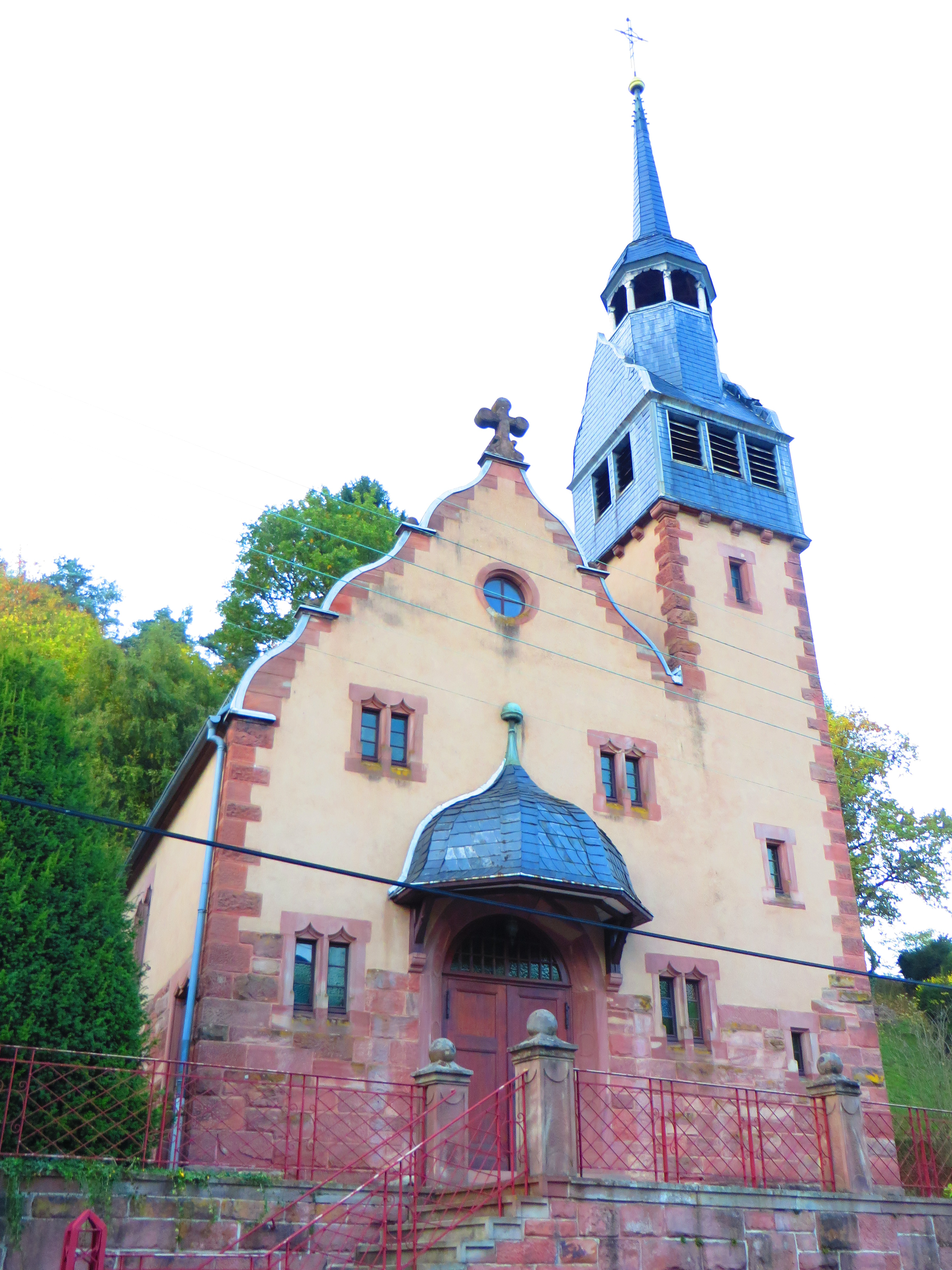
Église luthérienne.
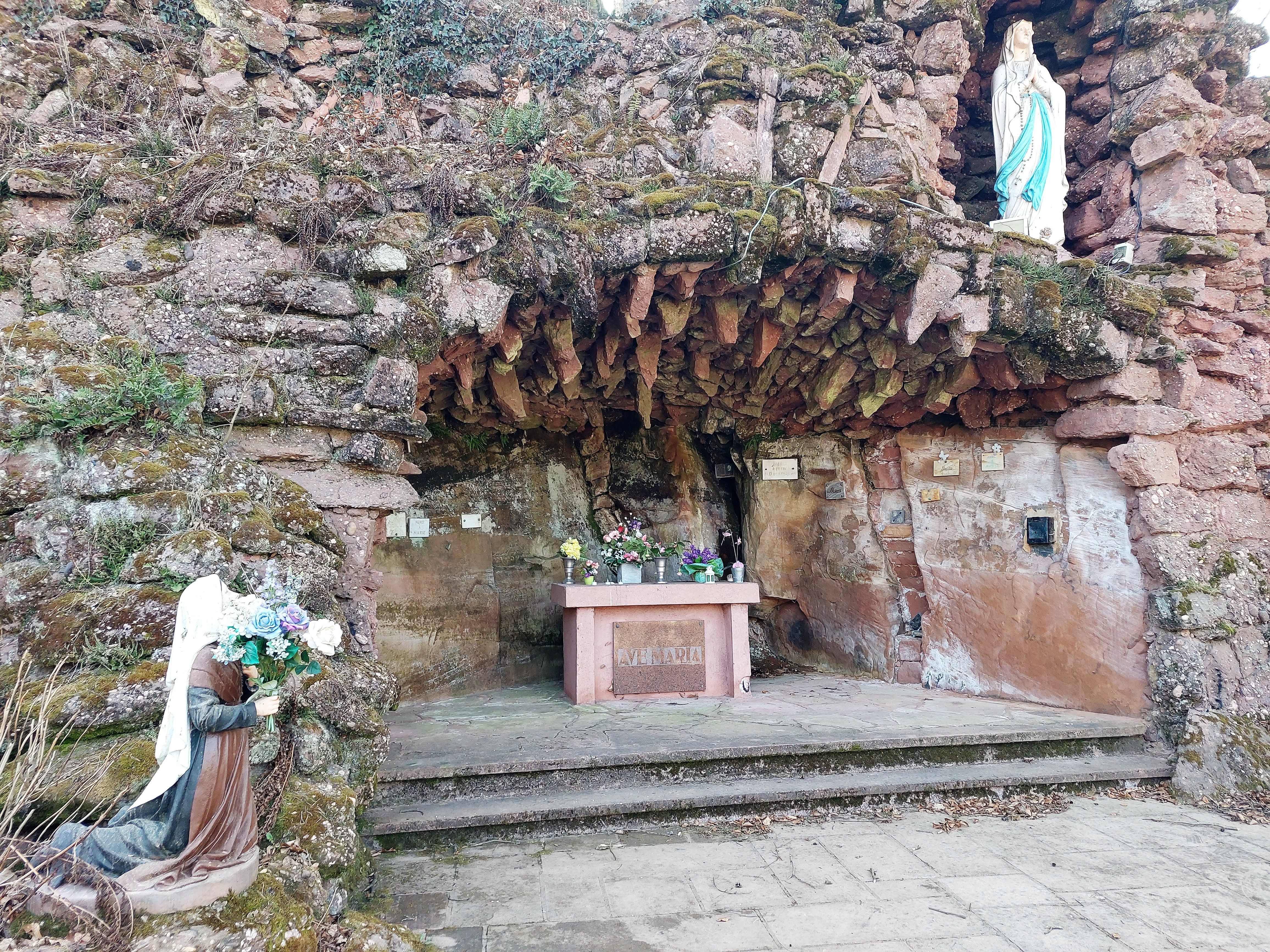
Grotte de lourdes.

#### Édifices civils
- Vestiges d'une exploitation agricole antique ;
- Traces d'une tour romaine ;
- Port de plaisance ;
- Château de Lutzelbourg classé au titre des monuments historiques par arrêté du 16 février 1930[38] ;
- Plan incliné de Saint-Louis-Arzviller (à 4 km).

#### Édifices religieux

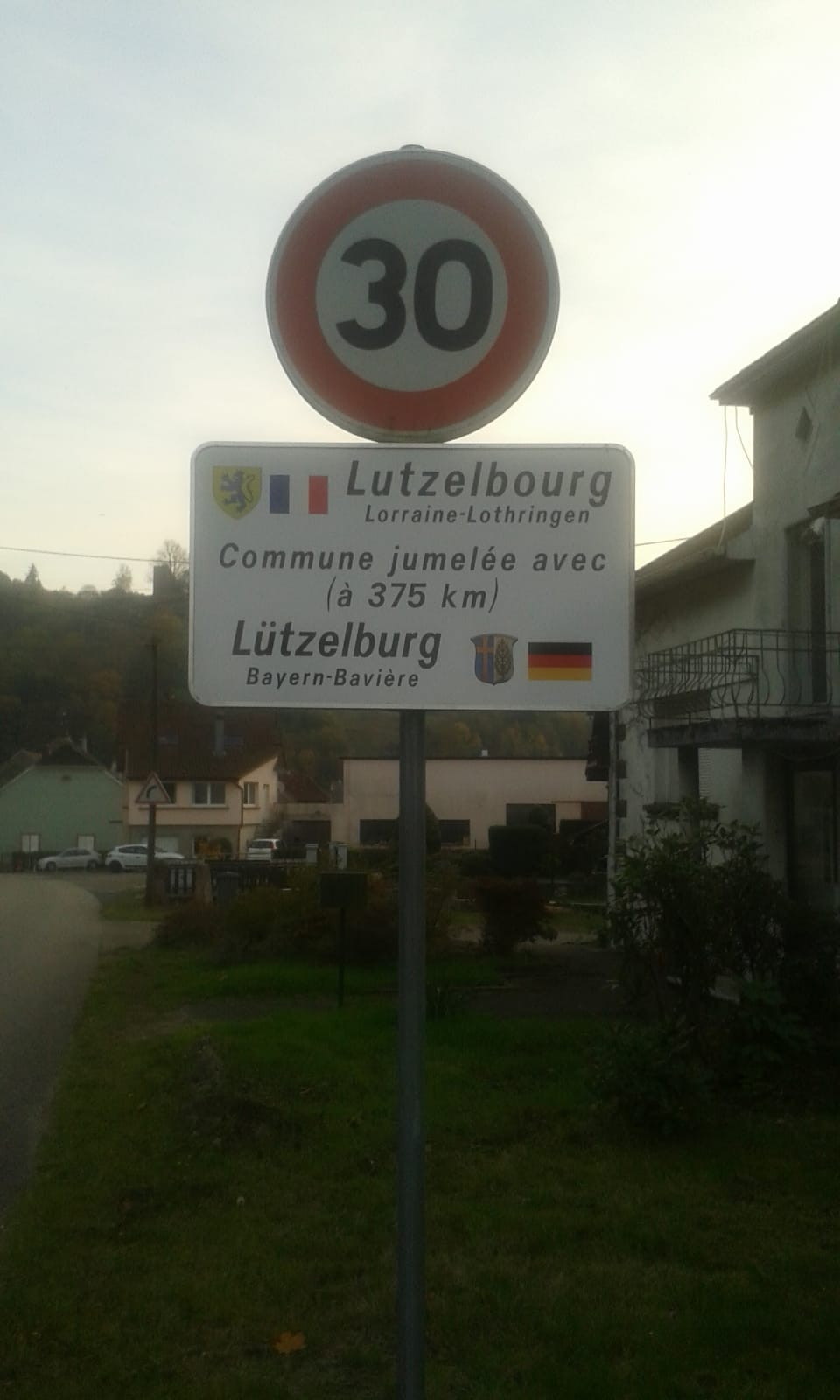
Panneau d'information du partenariat de Lützelburg - Bavière.

- Église Saint-Michel XVIIIe siècle, agrandie 1834 et 1869[39],

Orgue Bartholomaei & Blési (1900) - Joseph Rinckenbach (1925) ;
- Église luthérienne[41], rue de Phalsbourg construite entre 1907 et 1909,

Orgue Dalstein-Haerpfer (1908) ;
- Monument aux morts[43] : Conflits commémorés : Guerres 1914-1918 - 1939-1945 .
- Grotte de Lourdes[44].
- Calvaires[45].

### Personnalités liées à la commune
- En 1900, Eugène Koeberlé a racheté le château pour le consolider, y faire des fouilles archéologiques et le restaurer.
- Le peintre Roger Hentz y a grandi notamment au Moulin de Garrebourg

### Jumelage
Jumelage de villes entre Lutzelbourg / Moselle et Lützelburg (Gablingen) / Bavière. Depuis environ 20 ans, un partenariat prend la forme de réunions régulières.

### Héraldique
| Blason de Lutzelbourg | Blason  | D'or au lion d'azur, armé, lampassé et couronné du champ |
| Blason de Lutzelbourg | Détails | Le statut officiel du blason reste à déterminer.         |